# Ligne de tramway W (SNCV Groupe de Gand Dampoort)
 (mars 2021).
La mise en forme du texte ne suit pas les recommandations de Wikipédia : il faut le « wikifier ».
Les points d'amélioration suivants sont les cas les plus fréquents. Le détail des points à revoir est peut-être précisé sur la page de discussion.
- Les titres sont pré-formatés par le logiciel. Ils ne sont ni en capitales, ni en gras.
- Le texte ne doit pas être écrit en capitales (les noms de famille non plus), ni en gras, ni en italique, ni en « petit »…
- Le gras n'est utilisé que pour surligner le titre de l'article dans l'introduction, une seule fois.
- L'italique est rarement utilisé : mots en langue étrangère, titres d'œuvres, noms de bateaux, etc.
- Les citations ne sont pas en italique mais en corps de texte normal. Elles sont entourées par des guillemets français : « et ».
- Les listes à puces sont à éviter, des paragraphes rédigés étant largement préférés. Les tableaux sont à réserver à la présentation de données structurées (résultats, etc.).
- Les appels de note de bas de page (petits chiffres en exposant, introduits par l'outil «  Source ») sont à placer entre la fin de phrase et le point final[comme ça].
- Les liens internes (vers d'autres articles de Wikipédia) sont à choisir avec parcimonie. Créez des liens vers des articles approfondissant le sujet. Les termes génériques sans rapport avec le sujet sont à éviter, ainsi que les répétitions de liens vers un même terme.
- Les liens externes sont à placer uniquement dans une section « Liens externes », à la fin de l'article. Ces liens sont à choisir avec parcimonie suivant les règles définies. Si un lien sert de source à l'article, son insertion dans le texte est à faire par les notes de bas de page.
- La présentation des références doit suivre les conventions bibliographiques. Il est recommandé d'utiliser les modèles {{Ouvrage}}, {{Chapitre}}, {{Article}}, {{Lien web}} et/ou {{Bibliographie}}. Le mode d'édition visuel peut mettre en forme automatiquement les références.
- Insérer une infobox (cadre d'informations à droite) n'est pas obligatoire pour parachever la mise en page.

Pour une aide détaillée, merci de consulter Aide:Wikification.
Si vous pensez que ces points ont été résolus, vous pouvez retirer ce bandeau et améliorer la mise en forme d'un autre article.
 (mars 2021).
Si vous disposez d'ouvrages ou d'articles de référence ou si vous connaissez des sites web de qualité traitant du thème abordé ici, merci de compléter l'article en donnant les références utiles à sa vérifiabilité et en les liant à la section « Notes et références ».
La ligne W est une ancienne ligne du tramway vicinal de Gand de la Société nationale des chemins de fer vicinaux (SNCV) qui reliait Gand à Wetteren entre 1891 et 1958. La ligne allait à l'origine jusqu'à Hamme, cette section restée non électrifiée fut exploitée jusqu'en 1953.

## Histoire
Tableaux : 1931 387 ; 1958 688
- 17 avril 1891 : mise en service entre Gand et Hamme, traction vapeur, pas d'indice de ligne, capital 38 ;
- 1893 : reprise de l'exploitation par la société anonyme des Vicinaux en Flandres (VF) ;
- 1er mai 1902 : mise en service d'une antenne entre Wetteren Liefkenshoek et la gare de Wetteren ;
- 1911 : reprise de l'exploitation par la SA des Tramways urbains et vicinaux (TUV) ;
- 1919 : reprise de l'exploitation par la SNCV ;
- 16 janvier 1931 : électrification entre Gand et Heusden Station, attribution de l'indice W, le reste de la ligne reste exploité en traction autonome et donne correspondance au tram électrique de et vers Gand[1] ;
- 10 janvier 1932 : électrification entre Heusden Station et Laerne ;
- 13 février 1932 : électrification entre Laerne et Wetteren Gare ;
- 24 novembre 1933 : extension de Gand Dampoort vers la gare de Gand Saint-Pierre, via les voies de la ligne O (capital 19) ;
- 18 avril 1953 : suppression de la ligne restée en traction autonome entre Wetteren Liefkenshoek et Hamme et remplacement par une ligne d'autobus (tableau 689)[2] ;
- 27 septembre 1958 : suppression.